# Xanthodonta xanthippa
Xanthodonta xanthippa är en fjärilsart som beskrevs av Sergius G. Kiriakoff 1968. Xanthodonta xanthippa ingår i släktet Xanthodonta och familjen tandspinnare. Inga underarter finns listade i Catalogue of Life.